# Cultura Bijelo Brdo

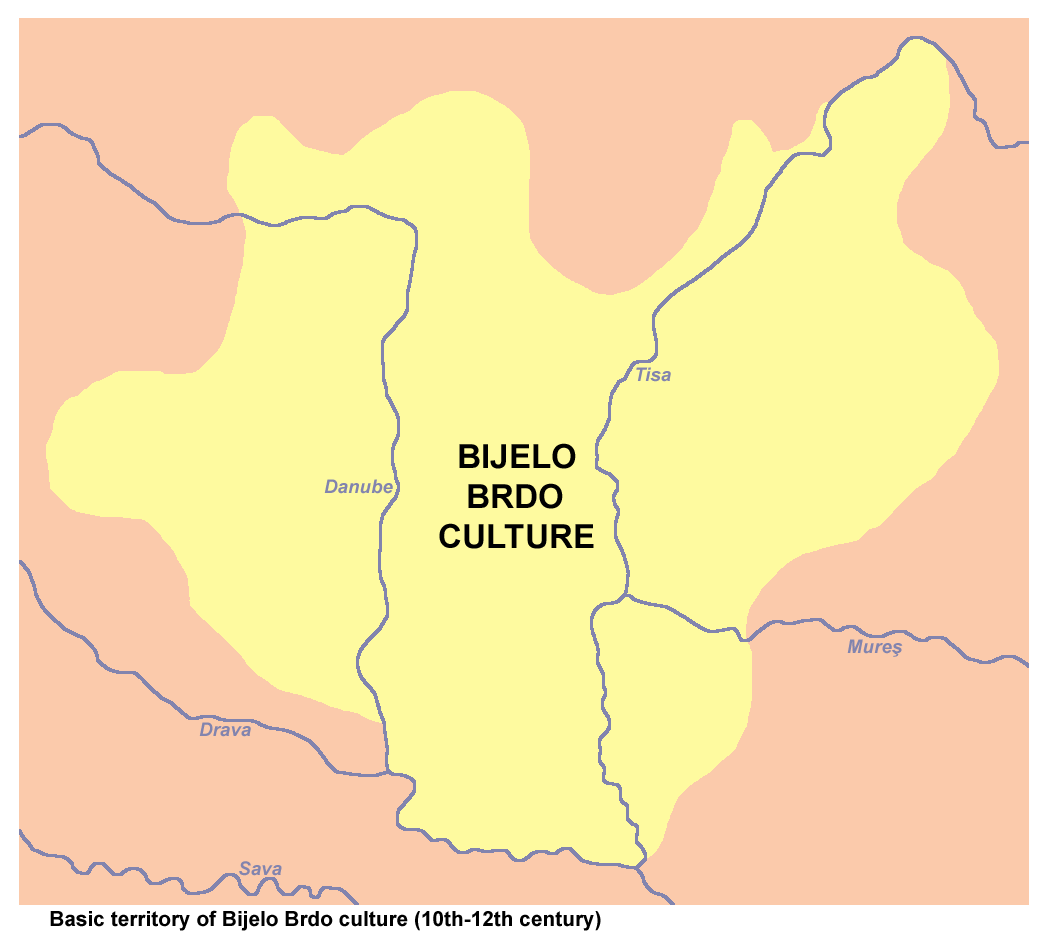
Harta prezintă teritoriul culturii Bijelo Brdo, conform cărți arheologului rus Valentin Vasilievici Sedov. Din acest punct de vedere, satul Bijelo-Brdo este exclus din spațiul culturii.

Cultura Bijelo Brdo sau cultura Bijelo-Brdo este o cultură arheologică medievală timpurie care a înflorit în secolele X și XI în Europa Centrală. Reprezintă o sinteză a culturii introduse în zona carpatică de cuceritorii maghiari în jurul anului 900 și culturiile care precedau cucerirea maghiară (în prezent Croația, Ungaria, România, Serbia și Slovacia). Cultura a dispărut în jurul anului 1100, cel mai probabil din cauza legilor regilor Ladislau I și Coloman al Ungariei care descriu înmormântarea morților în cimitirele de lângă biserici.
Inițial s-a considerat că mormintele sărace maghiare erau slave, iar mormintele călăreților bogați erau maghiare. Această părere s-a schimbat în anii 1940, iar în acest moment istoricii maghiari precum Béla Szőke resping această teorie.
Cultura este numită după un sit arheologic, un mormânt medieval din aproprierea satului croat Bijelo Brdo și excavat din 1895. Datarea sitului 1 în secolul al VII-lea a fost stabilită de Zdenko Vinski.
Conform arheologului rus Valentin Vasilievici Sedov, teritoriul culturii Bijelo Brdo include părți din Ungaria, sudul Slovaciei și din Voivodina.

## Cultura materială

### Morminte
Pe teritoriul Transilvaniei și al Crișanei vor fi descoperite numeroase necropole ungurești care datează din perioada culturii Bijelo Brdo. Printre acestea menționăm Alba Iulia și Gâmbaș, în județul Alba, Cluj-Napoca, în județul Cluj, Biharia, în județul Bihor, Arad și Șiclău, în județul Arad. 
Mormintele erau aranjate în direcția vest-est și adesea erau însoțite de părți de cai (preponderent capul și membrele inferioare). Vase de ceramică vor fi rar găsite în morminte, în special în cele de femei și de copii. Inventarul femeilor conținea piese de podoabă (cercei, inele de păr, brățări, etc) din argint sau bronz.